# Йеппсон, Хассе
Ханс (Ха́ссе) Йе́ппсон (швед. Hans "Hasse" Jeppson; 10 мая 1925, Кунгсбакка — 21 февраля 2013, Рим) — шведский футболист, нападающий, бронзовый призёр чемпионата мира 1950 года в составе сборной Швеции.

## Карьера

### Клубная
Выступал за шведский «Юргорден». В 1951 году стал лучшим бомбардиром шведского чемпионата. В том же году перешёл в «Чарльтон Атлетик», за который провёл 11 матчей. Затем Хассе уехал в Италию, где играл за «Аталанту», «Наполи» и «Торино», закончив выступления в 1957 году.

### В сборной
В составе сборной Хассе дебютировал в 1949 году в товарищеской встрече против Англии. Год спустя он принял участие в чемпионате мира 1950 года, проходившем в Бразилии. Провёл на турнире 4 матча, забил 2 гола. Выиграл вместе с командой бронзовые медали.
| Матчи и голы Хассе Йеппсона за сборную Швеции | Матчи и голы Хассе Йеппсона за сборную Швеции | Матчи и голы Хассе Йеппсона за сборную Швеции | Матчи и голы Хассе Йеппсона за сборную Швеции | Матчи и голы Хассе Йеппсона за сборную Швеции | Матчи и голы Хассе Йеппсона за сборную Швеции | Матчи и голы Хассе Йеппсона за сборную Швеции |
| --------------------------------------------- | --------------------------------------------- | --------------------------------------------- | --------------------------------------------- | --------------------------------------------- | --------------------------------------------- | --------------------------------------------- |
| №                                             | Дата                                          | Место проведения                              | Соперник                                      | Счёт                                          | Голы                                          | Турнир                                        |
| 1                                             | 13 мая 1949                                   | Стокгольм, Швеция                             | Англия                                        | 3:1                                           | 1                                             | Товарищеский матч                             |
| 2                                             | 2 июня 1949                                   | Стокгольм, Швеция                             | Ирландия                                      | 3:1                                           | 1                                             | Отбор к ЧМ-1950                               |
| 3                                             | 19 июня 1949                                  | Стокгольм, Швеция                             | Венгрия                                       | 2:2                                           | 1                                             | Товарищеский матч                             |
| 4                                             | 2 октября 1949                                | Стокгольм, Швеция                             | Норвегия                                      | 3:3                                           | 1                                             | Чемпионат Скандинавии 1948-51                 |
| 5                                             | 23 октября 1949                               | Копенгаген, Дания                             | Дания                                         | 2:3                                           | 1                                             | Чемпионат Скандинавии 1948-51                 |
| 6                                             | 13 ноября 1949                                | Дублин, Ирландия                              | Ирландия                                      | 3:1                                           | -                                             | Отбор к ЧМ-1950                               |
| 7                                             | 20 ноября 1949                                | Будапешт, Венгрия                             | Венгрия                                       | 0:5                                           | -                                             | Товарищеский матч                             |
| 8                                             | 8 июня 1950                                   | Стокгольм, Швеция                             | Нидерланды                                    | 4:1                                           | 2                                             | Товарищеский матч                             |
| 9                                             | 25 июня 1950                                  | Сан-Паулу, Бразилия                           | Италия                                        | 3:2                                           | 2                                             | Чемпионат мира 1950                           |
| 10                                            | 29 июня 1950                                  | Куритиба, Бразилия                            | Парагвай                                      | 2:2                                           | -                                             | Чемпионат мира 1950                           |
| 11                                            | 9 июля 1950                                   | Рио-де-Жанейро, Бразилия                      | Бразилия                                      | 1:7                                           | -                                             | Чемпионат мира 1950                           |
| 12                                            | 13 июля 1950                                  | Сан-Паулу, Бразилия                           | Уругвай                                       | 2:3                                           | -                                             | Чемпионат мира 1950                           |

Итого: 12 матчей / 9 голов; 5 побед, 3 ничьих, 4 поражения.